# Spelaeoniscus vallettai
Spelaeoniscus vallettai là một loài chân đều trong họ Spelaeoniscidae. Loài này được Caruso miêu tả khoa học năm 1975.